# Sobór Przemienienia Pańskiego w Kiszyniowie
Sobór Przemienienia Pańskiego – prawosławny sobór parafialny w Kiszyniowie, w jurysdykcji eparchii kiszyniowskiej Mołdawskiego Kościoła Prawosławnego. Położony przy bulwarze Stefana Wielkiego i Świętego w Kiszyniowie.

## Historia
Cerkiew została zbudowana w latach 1899–1902 jako świątynia dla uczniów II gimnazjum męskiego; jego budynek znajdował się w sąsiedztwie. Inicjatorami jej powstania byli Konstantin Namiestnik, nauczyciel szkoły oraz dyrektor gimnazjum Nikołaj Ałajew. Cerkiew zaprojektowali architekt eparchii kiszyniowskiej Michaił Saracinski oraz architekt Władimir Cyganko. Pierwotnie patronami budowli sakralnej byli święci Konstantyn i Helena. Budynek był wznoszony pod kierunkiem komitetu, który pierwotnie miał do dyspozycji kwotę 15 tys. rubli. Następnie zwiększono ją ponad dwukrotnie, ostatecznie przeznaczając na budowę 35 589 rubli 11 kopiejek, by było możliwe wzniesienie wolnostojącej cerkwi. Obiekt wyświęcono 19 maja 1902, wtedy też miała w nim miejsce pierwsza Święta Liturgia. W podziemiach świątyni znalazła się krypta grobowa przeznaczona dla Konstantina Namiestnika jako inicjatora powstania cerkwi. Zmarł on w 1905 i został w tym miejscu pochowany. 
W okresie międzywojennym, gdy Kiszyniów i cała Besarabia należały do Rumunii, cerkiew nadal była świątynią szkolną, budynek dawnego gimnazjum zajęło liceum wojskowe im. Ferdynanda I. Budynek szkoły został zniszczony przez armię radziecką, gdy ta w 1941 r., po ataku Niemiec na ZSRR, wycofywała się z anektowanej rok wcześniej Besarabii. Cerkiew natomiast przetrwała.  
W latach 1940–1942 cerkiew była nieczynna, następnie otwarto ją ponownie. Jednak w 1962 władze radzieckie zdecydowały o jej zamknięciu i zaadaptowaniu budynku na planetarium. Znajdowało się ono w obiekcie do 1991. W 1991 przystąpiono do prac nad przywróceniem wyglądu świątyni do użytku liturgicznego. W 1992 sobór został oficjalnie otwarty, zaś 3 września 1998 – ponownie wyświęcony, pod zmienionym wezwaniem Przemienienia Pańskiego. 
Sobór został wpisany do rejestru zabytków Mołdawii. W jego wnętrzu ponownie umieszczono ikonostas i boczne ikony, zaś zespół pod kierunkiem Auriki Modarki przystąpił w 2010 do pracy nad wykonaniem nowych fresków.

## Architektura

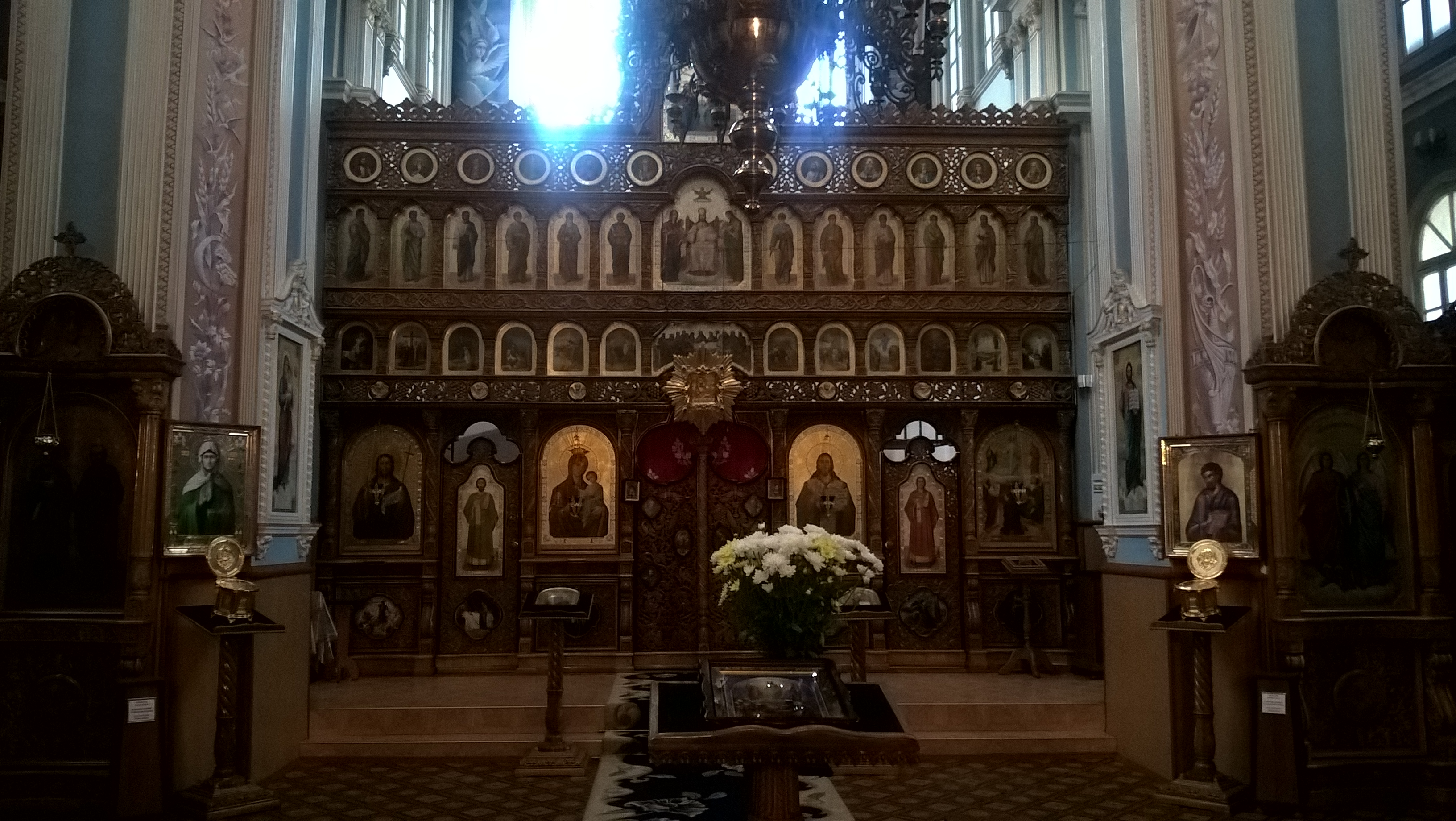
Ikonostas wstawiony do świątyni po 1992

Cerkiew została wzniesiona w stylu rosyjsko-bizantyjskim na planie prostokąta, z dwiema kopułami: większą, usytuowaną w centrum nawy, wspartą na czterech filarach, i mniejszą, wieńczącą dzwonnicę położoną nad przedsionkiem. 
Pierwotnie w świątyni znajdował się drewniany, złocony, czterorzędowy ikonostas wykonany przez S. Kiriłowa, wart 2700 rubli. Ikony i freski w świątyni wykonał Iwan Miszczenko, ikonograf z Kijowa. Na życzenie fundatorów świątyni ikony te były kopiami wizerunków napisanych przez Wiktora Wasniecowa, Michaiła Niestierowa i Pawła Swiedomskiego dla soboru św. Włodzimierza w Kijowie. Dzwony cerkiewne zostały odlane w Jarosławiu. Całe pierwotne wyposażenie świątyni uległo zniszczeniu w okresie, gdy w jej budynku znajdowało się planetarium i zostało zastąpione nowym po 1992.